# Barmen (Jülich)
Barmen is een plaats in de Duitse gemeente Jülich, deelstaat Noordrijn-Westfalen, en telt 1.310 inwoners (2011).